# Fixional Cities
Fixional Cities（フィクショナル・シティーズ）は、日本の2人組R&B音楽ユニット。
2013年に結成。2020年より本格始動。音楽のジャンルにとらわれないオリジナリティのある楽曲が特徴。

## メンバー
- 和田昌哉（Masaya Wada わだ まさや）：ボーカル、作詞、作曲、編曲
- 古澤辰勲（Tai Furusawa ふるさわ たい）：作詞、作曲、編曲、映像制作

## ディスコグラフィー

### シングル（配信）
- 「Till the morning」 (2020年3月4日)
- 「Parallel Reality」 (2020年3月25日)
- 「Soldiers」 (2020年4月22日)
- 「Soldiers (Shinichiro Yokota Remix)」 (2020年6月17日)
- 「Human」 (2020年9月9日)
- 「Latest Hope」 (2020年12月2日)
- 「Chocolate Milk」 (2021年3月3日)
- 「Beach」 (2021年8月18日)
- 「Part of me」 (2021年9月29日)
- 「Time Lapse」 (2023年1月25日)
- 「Purple Sunset」 (2023年6月7日)
- 「哀しい悪魔」 (2023年7月19日)
- 「Neon Lights feat.Shinichiro Yokota」(2023年8月16日)
- 「Purple Moonlight feat.Takecha」(2023年9月13日)
- 「Kizuato feat.Osamu Fukuzawa」(2023年10月25日)